# Szentgyörgyi Lajos (tanító)
Szentgyörgyi Lajos (Szolokma, 1853 – Kiskunhalas, 1933. július 29.) elemi iskolai tanító, királyi tanfelügyelő.

## Életútja
Szentgyörgyi József és Szakán Lídia nemes székely szülők gyermeke. Tanult a székelyudvarhelyi főgimnáziumban, a tanítóképző tanfolyamot Székelykeresztúron végezte és a magyar valkói iskolához ment segédtanítónak. A tanítóegyleti gyűléseken a gyermekjátékgyár felállítása mellett küzdött, mely meg is valósult. 1875-ben a kalotaszentkirályi, 1876-ban a bánffyhunyadi iskolához neveztetett ki, ahol az éneket és francia nyelvet is tanította a polgári iskolában. 1892-ben a fehértemplomi állami iskolához helyeztetett át, ahol mint református egyházi jegyző, társasköri könyvtárnok, főgimnáziumi énektanító és társasköri könyvtárnok is működött. Később Újpestre került, majd a minisztériumban szolgált. 79 éves korában hunyt el szívizomsorvadásban. Felesége Széplaki Péter Mária volt.
Még a Magyar Néprajzi Társaság megalakítása és az Ethnographia c. folyóirat megindítása előtt fogott a néprajzi munkához. Kezdetben díszítőművészeti kérdések foglalkoztatták. 1888—1889-ben Pentsy Józseffel együtt szerkesztette a Kalotaszegi varrottas album című kiadványt. Később javaslatot tett a magyar díszítési motívumok tárgyában (Néptanítók Lapja, 1894) és a népdalok tervszerű gyűjtéséről (Magyar Pestalozzi, 1901). Utolsó művét A boszorkányokról. Töredékek. (Kiskunhalas, 1933) abból az alkalomból írta, hogy a Budapesti Orvos Szövetség a törvényhozás beavatkozását kérte a kuruzslás kiirtására. Szerinte ebben a kérdésben az első lépés a felvilágosító munka révén a tanügyi kormányt illetné. A műben egyébként a kérdés megvilágítására tetemes hazai és nemzetközi anyagot szedett össze.
Szépirodalmi és vegyes cikkei vannak az erdélyi lapokban; a Néptanítók Lapjában (1894. 5. sz. Javaslatok a magyar díszítési motivumok tárgyában); a Délmagyarországi Közlönyben (1898. 193. sz. Apróságok Brassai bácsi életéből); a Magyar Pestalozziban (1901. A népdalok tervszerű gyűjtése).

## Munkái
- A földrajz alapfogalmai kapcsolatban Kolozsmegye s környéke rövid földrajzával. A kolozsmegyei népiskolák III. oszt. számára. Kolozsvár, 1884. (Bács Györggyel és Boga Károllyal 2. k. Kolozsvár, 1888., 4. kiadás. Bánffy-Hunyad, 1903. 5. k. Uo. 1907).
- Ugyanez a IV. oszt. számára. Uo.
- Egy év a délmagyarországi tanítóegyesület fehértemplomi fiókegyletének életéből. Millenáris Emlékfüzet. Fehértemplom, 1896.
- Emlékkönyv. Halász Ferencz harmincz éves tanfelügyelői munkásságának és miniszteri osztálytanácsossá kinevezésének ünnepére. Budapest, 1900. Fénynyom. arck. (Szerk. Kozma Lászlóval együtt).
- A boszorkányokról. Töredékek. (Kiskunhalas, 1933)